# Maria dos Santos
Maria Margarida Matos dos Santos foi uma empresária hoteleira e a primeira mulher a tornar-se aviadora em Angola. Nascida em 1918, ainda jovem viajou com os pais para Angola. Ainda na menoridade, no dia 10 de maio de 1937, obteve o brevete de piloto particular. Acredita-se que tenha sido também a primeira mulher no mundo a realizar carreiras aeropostais não renumeradas, pelo Aero Clube de Angola.
Nestes serviços aéreos, operou em duas rotas:
- Luanda - Pointe Noire, numa distância de 1 000 quilómetros;
- Luanda - Lobito, numa distância de 1 100 quilómetros.

Era capaz de pilotar as seguintes aeronaves: Cub, Tiger Moth, Puss Moth e Leopard Moth.